# Elecciones presidenciales de Ecuador de 1938 (Agosto)
Elección indirecta realizada por la 15º Asamblea Constituyente del Ecuador para designar  al Presidente Constitucional Interino del Ecuador para el período constituyente

## Antecedentes
El Jefe Supremo Alberto Enríquez Gallo convocó a una nueva asamblea constituyente en Quito para restaurar el orden jurídico y constitucional en el país, resultando en una asamblea compuesta de forma equitativa por liberales, conservadores y socialistas. Al inicio de la asamblea constituyente, uno de sus primeros actos fue la designación de un Presidente Constitucional Interino hasta la elección del Presidente Constitucional de la República del Ecuador al finalizar la asamblea.
El asambleísta constituyente liberal Manuel María Borrero fue apoyado por los conservadores, logrando apenas por dos votos su designación, teniendo una fuerte oposición de la alianza izquierdista, entre todos los diputados socialistas y liberales disidentes. Manuel María Borrero gobernó bajo la Constitución de 1906, determinada por la asamblea constituyente.

## Candidatos y Resultados
| Partido | Partido                                                                                     | Presidente                    | Cargos Previos                             | Votos |
| ------- | ------------------------------------------------------------------------------------------- | ----------------------------- | ------------------------------------------ | ----- |
|         | Partido Liberal Radical Ecuatoriano                                                         | Manuel María Borrero González | Asambleísta Constituyente por Azuay (1938) | 26    |
|         | Unión Democrática Izquierdista: - Partido Socialista Ecuatoriano - Liberales independientes | Teodoro Alvarado Olea         | Ministro de Educación (1938)               | 24    |

Fuente: